# Geoffrey L. Greene
Pour les articles homonymes, voir Greene.
Geoffrey L. Greene est un physicien américain des neutrons. 

## Biographie
Greene obtient son baccalauréat du Swarthmore College en 1971 et son doctorat de l'Université Harvard en 1974 avec Norman Ramsey, lauréat du prix Nobel de physique. Il y travaille sur les neutrons de basse énergie (froids), qui sont alors d'abord disponibles en faisceaux intenses. En tant que post-doctorant, il est au Laboratoire Rutherford Appleton et à l'Institut Laue-Langevin. Il est professeur adjoint à l'Université Yale puis au National Institute of Standards and Technology (NIST). Il occupe divers postes de direction au Laboratoire national de Los Alamos. Depuis 2002, il est professeur à l'Université du Tennessee et au laboratoire national d'Oak Ridge.
Ses recherches portent sur la physique des neutrons et l'utilisation des neutrons froids dans la détermination des constantes fondamentales et pour l'étude des processus nucléaires fondamentaux. Il joue un rôle de premier plan dans la détermination des propriétés fondamentales des neutrons telles que la durée de vie, la masse, le moment magnétique et diverses expériences étudiant la rupture de symétrie possible dans les réactions nucléaires.
Il est élu membre de la Société américaine de physique en 1995 et siège au comité consultatif des sciences nucléaires et à la division APS de physique nucléaire. En 2021, il reçoit le Prix Tom W. Bonner en physique nucléaire « pour un travail fondamental établissant le domaine de la physique fondamentale des neutrons aux États-Unis, pour le développement de techniques expérimentales pour les mesures dans le faisceau de la durée de vie des neutrons et d'autres expériences et pour la réalisation d'une installation pour la prochaine génération de mesures fondamentales de la physique des neutrons.